# USS Cobia (SS-245)
USS Cobia (SS-245) – amerykański okręt podwodny typu Gato, pierwszego masowo produkowanego wojennego typu amerykańskich okrętów podwodnych. Obecnie okręt-muzeum w Wisconsin Maritime Museum